# Svend Åge Madsen

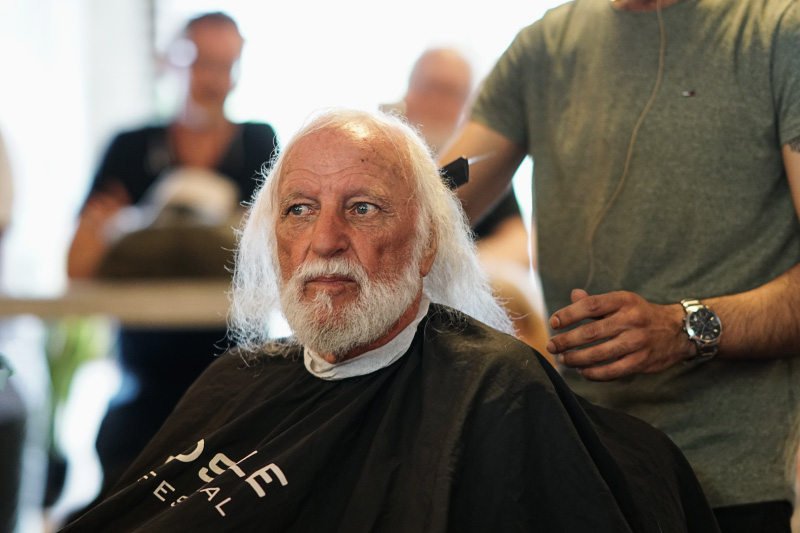
Svend Åge Madsen en el Festival Literaturexchange (Aarhus, Dinamarca 2019)

Svend Åge Madsen (Aarhus, Dinamarca, 2 de noviembre de 1939), es un novelista danés. Es el autor de una original obra de literatura fantástica caracterizada por su de humor y sus reflexiones filosóficas. Antes de dedicarse a la escritura estudió matemáticas, lo cual tuvo importantes repercusiones en su obra literaria. Algunos de sus libros más conocidos son Supongamos que el mundo existe (1971) y Siete años de locura (1994), ambos dotados de elementos existenciales y de un sui generis humor basado en el absurdo.
La obra de Madsen se puede dividir en tres fases. La primera abarca trabajos modernistas abstractos influidos por escritores como Franz Kafka, Samuel Beckett, Alain Robbe-Grillet y James Joyce. Las  obras de esta época examinan la capacidad de la lengua para representar la realidad, e incluyen las novelas experimentales La visita (Besøget, 1963) y Las adiciones (Tilføjelser, 1967), una “no novela”, Los cuadros de la lujuria (Lystbilleder, 1964), y la colección de historias cortas Ocho veces huérfano (Otte gange orphan, 1965). 
Madsen definirá más adelante esas novelas como "anti arte". Según el autor, el paso a la siguiente fase de su obra consistió en pasar de ese enfoque al "anti anti arte" —en el cual aceptaba la conclusión del "anti arte", es decir que "la realidad no puede ser descrita"—, pero agregando que es posible construir una literatura significativa asumiendo el relativismo como presupuesto. En ese período su objetivo consistió en demostrar que los géneros "menores" (como la novela policíaca, la novela romántica y la ciencia ficción) podían ser un mosaico de principios válidos a partir del cual construir la realidad. Este cambio es el mismo que subyace al paso de la literatura de corte moderno a la postmoderna.
Las novelas de la tercera fase son menos abstractas y más realistas que sus trabajos anteriores, pero no menos imaginativas. De este período destaca un "macro" texto que Madsen comenzó a escribir, en el cual los mismos personajes se utilizan en diversas novelas, convirtiéndose los de menor importancia en protagonistas y viceversa. Aunque todas las novelas que constituyen la “macro” novela se desarrollan  en la ciudad danesa de Aarhus, a través de una compleja red de historias extravagantes, Madsen crea una Aarhus alternativa en la cual todo es posible y en donde se abordan posiciones filosóficas extremas. 
Si bien la obra tardía de Madsen es muy original, también se es posible encontrar similitudes con al realismo mágico.
Una de sus novelas más conocidos es Vicio y virtud en el Tiempo Medio (Tugt og utugt i mellemtiden, 1976). Su personaje principal es un hombre de un futuro muy lejano que intenta escribir una novela sobre el Tiempo Medio, que no es otro que el mundo occidental época en la que el libro fue escrito. Ese objetivo conduce a una derrisión filosófica, en la que todos nuestros presupuestos son cuestionados desde una perspectiva existencial completamente diferente. La trama principal de Vicio y virtud en el Tiempo Medio consiste en la reescritura de El conde de Montecristo de Alejandro Dumas, pero también hay referencias a muchas otras novelas clásicas.
- Datos: Q1369013
- Multimedia: Svend Åge Madsen / Q1369013